# Голлапуди Марути Рао
Голлапуди Марути Рао (телугу గొల్లపూడి మారుతీరావు; 14 апреля 1939, Визианагарам, Британская Индия — 12 декабря 2019, Ченнаи) — индийский писатель

, драматург, сценарист и актёр, работавший в фильмах на телугу. Шестикратный лауреат кинопремии «Нанди», а также обладатель нескольких государственных премий в области литературы.

## Биография
Родился 14 апреля 1939 года в Визианагараме (ныне штат Андхра-Прадеш). Окончил CBM High School в Вишакхапатнаме и бакалавриат в Mrs. A. V. N. College при Университете Андхры.
Свой первый рассказ под названием «Asha Jeevi» (рус. Оптимист) Голлапуди написал в 1954 году, когда ему было всего 14 лет. А его первая пьеса «Anantam», написанная в возрасте 17 лет, принесла ему награду в размере 100 рупий, которую он получил из рук министра информации и телерадиовещания Б. В. Кескара.
На сцену он впервые вышел во время учёбы в университете в пьесе «Snanala Gadi», поставленной К. В. Гопаласвами в то время служившим архивариусом в том же месте.
После окончания учёбы в 1959 году Голлапуди устроился в качестве помощника редактора в ежедневную телугу-язычную газету Andhra Prabha в Читтуре, а затем присоединился к Всеиндийскому радио в Виджаяваде и работал в Хайдарабаде, Самбалпуре, Ченнаи и Кадапе в течение двадцати лет, пока не ушёл на пенсию с должности помощника директора радиостанции.
В ноябре 1961 года Голлапуди женился на Шивакаме Сундари, которая впоследствии родила ему троих сыновей: Суббарао, Рамакришну и Шриниваса.
До дебюта в кино он был известен как автор пьес и рассказов в узком кругу литературных критиков. Впоследствии он получил шесть государственных наград за свои литературные произведения, в число которых входят «Rendu Rella Aru», «Patita», «Karuninchani Devatalu» и «Mahanatudu». Он также вёл собственную колонку в газете в течение 32 лет. Все за свою карьеру Голлапуди написал 12 романов, четыре сборника рассказов, три детских рассказа и несколько очерков.
Он вошёл в киноиндустрию, написав диалоги к фильму Doctor Chakravarty (1964) режиссёра Адурти Суббарао. Спустя год он получил кинопремию «Нанди» за лучший сюжет, написав сценарий к фильму Aatma Gowravam, режиссёрскому дебюту К. Вишваната. Чтение написанных им диалогов к Intlo Ramayya Veedhilo Krishnayya (1982) настолько впечатлило режиссёра фильма Коди Рамакришну, что тот предложил Голлапуди сыграть в нём роль второго плана. Поскольку фильм имел большой успех, его актёрская карьера быстро пошла в гору. Голлапуди наполнял комизмом даже отрицательные роли, что стало его фирменным стилем и сделало его имя нарицательным в Андхра-Прадеш.
В следующие годы он сыграл роли в фильмах Manishiko Chartira (1983), Abhilasha (1983), Alaya Sikharam (1983), Challenge (1984) и Swathi Muthyam (1986). Актёр был отмечен кинопремиями «Нанди» за комическую роль в Tharagini (1982) и характерную роль в Ramayanam Lo Bhagavatham (1984). Он также получил две премии как сценарист: за диалоги к фильму Mestri Kapuram (1991) и сценарий к Prema Pusthakam (1993).
Изначально режиссёром последнего был его младший сын Шринивас. Однако, когда он утонул во время съёмок фильма в августе 1992 года, Марутирао взялся закончить фильм сам. Prema Pustakam, в котором дебютировал актёр Аджит, стал единственной режиссёрской работой Голлапуди. В память о сыне актёр учредил Мемориальный фонд Голлапуди Шриниваса, который ежегодно вручает Национальную премию Голлапуди за лучший режиссёрский дебют.
Его последней работой в кино стала роль в романтической комедии Jodi (2019). Голлапуди Марути Рао скончался в больнице Ченнаи в полдень 12 декабря 2019 года.